# Критерий Эйзенштейна
Крите́рий Э́йзенштейна — признак неприводимости многочлена, названный в честь немецкого математика Фердинанда Эйзенштейна. Несмотря на (традиционное) название, является именно признаком, то есть достаточным условием — но вовсе не необходимым, как можно было бы предположить, исходя из математического смысла слова «критерий» (см. ниже).

## Формулировка
Пусть {\displaystyle a(x)=a_{0}+a_{1}x+...+a_{n}x^{n}} — многочлен над факториальным кольцом R ({\displaystyle n>0}), и для некоторого простого {\displaystyle p} выполняются следующие условия:
- {\displaystyle p\nmid a_{n}} (то есть {\displaystyle a_{n}} не делится на {\displaystyle p}),
- {\displaystyle p\mid a_{i}} для любого i от 0 до n-1,
- {\displaystyle p^{2}\nmid a_{0}}.

Тогда многочлен {\displaystyle a(x)} неприводим над F — полем частных кольца R.
Наиболее часто этот критерий применяется, когда R — кольцо целых чисел {\displaystyle \mathbb {Z} }, а F — поле рациональных чисел {\displaystyle \mathbb {Q} }.

## Доказательство
Предположим обратное: {\displaystyle a(x)=f(x)g(x)}, где {\displaystyle f(x)=b_{0}+b_{1}x+...+b_{k}x^{k}} и {\displaystyle g(x)=c_{0}+c_{1}x+...+c_{m}x^{m}} многочлены над F ненулевых степеней. Из леммы Гаусса следует, что их можно рассматривать как многочлены над R. Имеем:
{\displaystyle a_{0}=b_{0}c_{0}}
По условию {\displaystyle p\mid a_{0}} и R факториально, поэтому либо {\displaystyle p\mid b_{0}} либо {\displaystyle p\mid c_{0}}, но не то и другое вместе ввиду того, что {\displaystyle p^{2}\nmid a_{0}}. Пусть
{\displaystyle p\mid b_{0}} и {\displaystyle p\nmid c_{0}}. Все коэффициенты {\displaystyle f(x)} не могут делиться на {\displaystyle p}, так как иначе бы это было бы верно для {\displaystyle a(x)}. Пусть {\displaystyle i} — минимальный индекс, для которого {\displaystyle b_{i}} не делится на {\displaystyle p}. Отсюда следует:
{\displaystyle a_{i}=b_{i}c_{0}+b_{i-1}c_{1}+...}
Так как {\displaystyle p\mid a_{i}} и {\displaystyle p\mid b_{j}} для всех {\displaystyle j<i} то {\displaystyle p\mid b_{i}c_{0}}, но это невозможно, так как по условию {\displaystyle p\nmid c_{0}} и {\displaystyle p\nmid b_{i}}. Теорема доказана.

## Примеры
- Многочлен {\displaystyle x^{3}+2} неприводим над {\displaystyle \mathbb {Q} .}
- Многочлен деления круга {\displaystyle f(x)=x^{p-1}+x^{p-2}+...+1} неприводим. В самом деле, если он приводим, то приводим и многочлен {\displaystyle f(x+1)={\frac {(x+1)^{p}-1}{(x+1)-1}}=x^{p-1}+C_{p}^{1}x^{p-2}+...C_{p}^{p-1}}, а так как все его коэффициенты, кроме первого являются биномиальными, то есть делятся на {\displaystyle p}, так как {\displaystyle p|C_{p}^{k}={\frac {p(p-1)...(p-k+1)}{k!}}}, а последний коэффициент {\displaystyle C_{p}^{p-1}=p} к тому же не делится на {\displaystyle p^{2},} то по критерию Эйзенштейна он неприводим вопреки предположению.
- Многочлен {\displaystyle x^{3}+4} над {\displaystyle \mathbb {Q} } является примером, показывающим, что критерий Эйзенштейна («существует такое p, что …; тогда многочлен неприводим») является только достаточным, но не необходимым условием. Действительно, единственный простой делитель свободного члена это {\displaystyle p=2}, но 4 делится на {\displaystyle 2^{2}} — поэтому критерий Эйзенштейна здесь неприменим. С другой стороны, как многочлен 3 степени без рациональных корней, этот многочлен неприводим.